# Booker (televisieserie)
Booker is een Amerikaanse televisieserie die voor het eerst uitgezonden werd tussen 1989 en 1990 door Fox. Het is een spin-off van 21 Jump Street. Het hoofdpersonage Dennis Booker, gespeeld door Richard Grieco, was oorspronkelijk een terugkerend personage in het derde seizoen van 21 Jump Street.

## Verhaal
Dennis Booker, die ooit voor de politie werkte, wordt nu ingehuurd door het Amerikaanse kantoor van de Japanse multinational Teshima Corporation om verdachte verzekeringsclaims te onderzoeken. Booker wordt afgeschilderd als iemand die gezag veracht en vaak openlijk minachtend reageert op de opdrachten die hij krijgt van zijn bazin Alicia Rudd en van haar baas Chick Sterling, hoofd van Teshima's Amerikaanse activiteiten. Booker werkte af en toe ook als privédetective aan externe zaken om vrienden en familie te helpen. Zijn enthousiaste jonge assistente en secretaresse was Elaine Grazzo. Toen ze vertrok om te trouwen, huurde hij de voormalige oplichtster Suzanne Dunne in.

## Rolverdeling

### Hoofdrollen
- Richard Grieco als Dennis Booker
- Carmen Argenziano als Chick Sterling
- Marcia Strassman als Alicia Rudd
- Katie Rich als Elaine Grazzo (Afl. 1-16)
- Lori Petty als Suzanne Dunne (Afl. 15-22)

### Bekende gaststerren
- Peter DeLuise als Officer Doug Penhall (uit 21 Jump Street)
- Holly Robinson Peete als Officer Judy Hoffs (uit 21 Jump Street)
- Steven Williams als Captain Adam Fuller (uit 21 Jump Street)
- Thomas Haden Church als Michael
- Ben Vereen als Ben
- Mariska Hargitay als Michelle
- Don S. Davis in diverse rollen
- Maura Tierney als Donna Cofax
- Marcia Cross als Sherrie Binford
- Jay O. Sanders als Gordon Rudd

## Afleveringen
Booker werd door Fox uitgezonden van 24 september 1989 tot en met 6 mei 1990. De serie was niet zo'n groot succes als zijn voorganger en werd na één seizoen van 22 afleveringen stopgezet.
1. Booker
2. The Pump
3. Raising Arrizola
4. High Rise
5. All You Gotta Do Is Do It
6. Bête Noir
7. Flat Out
8. Wheels and Deals – Part 1[2]
9. Someone Stole Lucille
10. Cementhead
11. The Red Dot
12. Who Framed Roger Thorton?
13. Hacker
14. The Life and Death of Chick Sterling
15. Black Diamond Run
16. Love Life
17. Reunion
18. Wedding Bell Blues
19. Molly and Eddie
20. Crazy
21. Mobile Home
22. Father's Day